# Lleis frumentàries

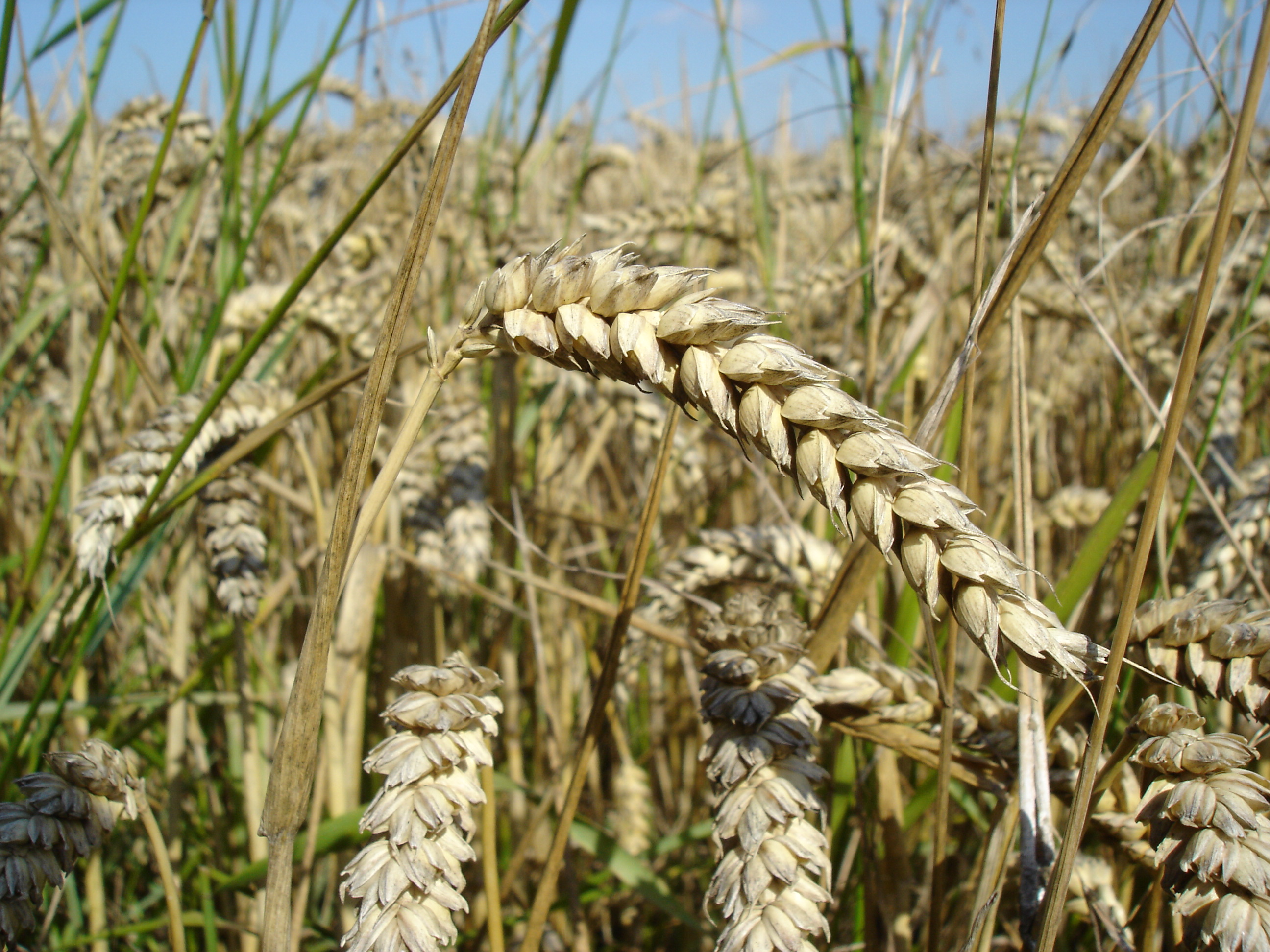
El blat, en llati frumentum va ser el tema de les lleis frumentàries.

Lleis frumentàries (llatí: Leges frumentariae) van ser una sèrie de lleis romanes en relació amb el proveïment de gra al poble. Van venir causades per una insuficient producció de cereals dins del territori de la península Itàlica, que eren la base de l'alimentació dels romans. Donat el seu caràcter, algunes d'aquestes lleis es van fer seguint el procediment de les lleis curiades, mentre que altres van passar per plebiscit. Les propostes de llei van passar des de rebaixar el preu del gra fins a regalar-lo, assumint el cost totalment l'estat. Alguns governants pensaven que aquestes lleis portaven Roma a la ruïna i, a partir de Juli Cèsar, van provar d'abolir-les.

## Justificació i context
El govern havia d'assegurar el subministrament i en èpoques d'escassetat, comprar el gra als territoris amb excedents per vendre el producte a un preu moderat. Aquest preu moderat fou conegut com l'annona vetus (l'annona vella) i els encarregats de garantir el producte eren els edils (o un magistrat extraordinari en períodes de manca important de producte, conegut com el prefecte de l'annona, en llatí Praefectus annonae).
Quan l'agricultura va entrar en decadència a la Península Itàlica el gra es va importar de les províncies. L'increment de la població indigent va fer que ni al preu moderat a què es venia el gra, pogués ser comprat per molts i l'estat o particulars que es volien fer populars havien d'oferir racions (donatio, largitio, divisio: i més tard frumentatio).

## Llei Semprònia

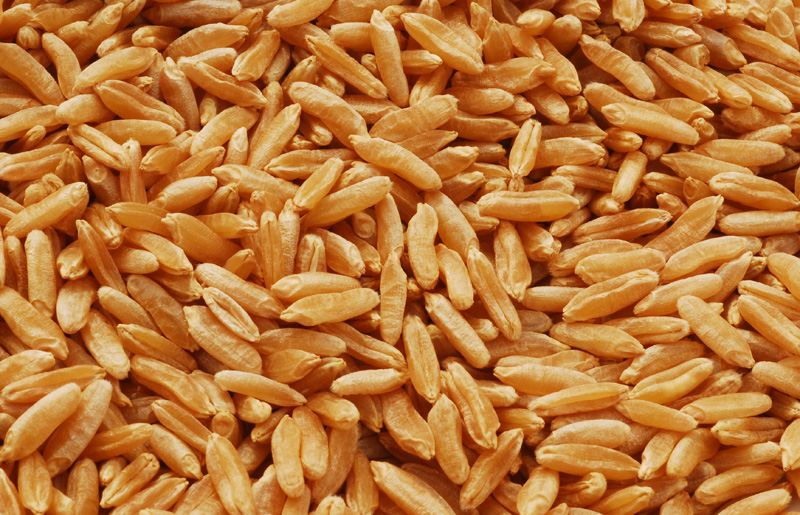
La llei Semprònia rebaixava el preu del gra i establia la quantitat que es podia vendre per persona

Aquestes donacions eren periòdiques però el 123 aC es va establir la primera norma d'un conjunt legal conegut com a lleis frumentàries, per donar gra a cost molt inferior del preu normal: la Lex Sempronia de Gai Grac per la qual cada ciutadà rebria una quantitat de blat al preu de sis asos el modi, menys de la meitat del seu preu. La quantitat que podia rebre cada persona havia de ser cinc modis i només la podien demanar els pares de família, si bé afectava a tots els ciutadans, pobres o rics i fins i tot un cònsol va reclamar la seva part; cada persona havia de fer la sol·licitud personalment així que en general els rics no la feien. Aquesta llei va buidar l'erari i va crear un grup important de subsidiats sense interès en cap esforç productiu.
El demagog Apuleu Saturní encara va anar més lluny i el 100 aC va presentar la Llei Apuleia per la qual l'estat havia de vendre gra a un as per modi. El qüestor Quint Cepió va fer notar que el tresor públic no podia suportar aquesta despesa i es va generar gran oposició, motiu pel qual la llei probablement no fou mai aprovada.
El 91 aC el tribú Marc Livi Drus va proposar la lex Livia, que anava pel mateix camí però fou vetada pel senat per haver estat aprovada en oposició als auspicis. D'aquesta llei no se'n coneixen detalls. Poc després el tribú Marc Octavi va proposar la llei Octàvia que modificava la Lex Frumentaria de manera que el tresor públic pogués suportar la pressió de la despesa, potser disminuint les racions o el nombre de ciutadans que la podien rebre, o apujant el preu.

## Llei Terentia i Cassia
Sul·la va promulgar la Llei Cornèlia el 82 aC que cancel·lava aquestes distribucions i això va fer pujar la popularitat del partit popular; el senat va haver de demanar als cònsols del 73 aC una llei sobre la qüestió, que fou la llei Terèntia Càssia, que probablement va ser una renovació de la llei Semprònia sobre la importació de blat de Sicília i que permetia a cada ciutadà romà rebre un modi per 6 asos; el producte vindria de províncies a les quals s'imposava l'obligació de proveir de gra a Roma al preu fixat (superior al de venda), en quantitats variables, gra que pagava el tresor.

## Llei Clòdia
Finalment el repartiment va esdevenir gratuït. El primer intent el va fer Juli Cèsar el 59 aC i es va posar en efecte el 58 aC amb la llei Clòdia del tribú Publi Clodi. El primer prefecte encarregat de la distribució d'aquesta annona va ser un llibert anomenat Sestus Cloelius. En endavant ja no es va pagar pel gra. Una cinquena part dels ingressos de l'estat romà es van perdre per no rebre cap ingrés del gra venut quan abans es rebia 6 asos per modi. El 57 aC Pompeu va rebre la superintendència del mercat del gra (cura annonae) per cinc anys, però no va fer cap alteració.

## Modificacions posteriors
Quan Juli Cèsar va assolir el poder absolut va intentar abolir el sistema que portava l'estat a la ruïna, però no ho va poder fer més que limitadament, encara que va reduir el nombre de perceptors. De les 320.000 persones que rebien l'annona en van quedar només 150.000; llavors es va establir que aquesta quantitat no es podia superar i els nous ingressos haurien de ser per vacant, i seleccionats pel pretor urbà. Probablement a més es va tornar al sistema de pagament reduït però sense gratuïtat. Els tiquets per rebre l'annona es van dir tesserae nummariae o frumentariae.
Suetoni diu que August va doblar el nombre dels perceptors (es va passar a 250.000 i després a 320.000 l'any 5 aC); finalment l'any 2 August va reduir el nombre a 200.000 i va renovar les regulacions de Cèsar. Les regulacions d'August eren que cada ciutadà podia rebre una quantitat de gra (probablement cinc modis al mes) i havia de pagar una quantitat reduïda (ocasionalment l'emperador la va declarar gratuïta per celebracions, i quan era el cas era l'anomenada congiària); els indigents podien rebre el gra gratuïtament.
Aquest sistema fou continuat pels successors d'August, els quals van seguir amb els congiarum i el pagament reduït, però cap va gosar abolir el sistema (panem et circensis es deia llavors) i com a molt algun va apujar el preu. Segons Suetoni, Neró després de l'incendi de Roma, va abolir la venda subvencionada, però probablement només en va apujar el preu i va fer pagar als qui abans ho tenien gratuïtament.
En algun moment va tornar a ser gratuït i cada ciutadà que el podia rebre tenia una téssera que li garantia (segle ii). Més endavant encara, al segle iii, en lloc de gra es donava l'annona cívica, és a dir pa, que amassaven i preparaven els anomenats pistores que el portaven als dipòsits de la ciutat i en un dia determinat el repartien als qui tenien la téssera.
Quan Constantí I el Gran va traslladar la capital a Constantinoble el sistema es va traslladar a la nova capital, però a Roma no es va extingir encara totalment.